# Inhalatorium w Szczawnicy
Sanatorium „Inhalatorium” w Szczawnicy – zabytkowe sanatorium w Parku Górnym w Szczawnicy.

## Historia
Sanatorium „Inhalatorium” zostało wybudowane z funduszy właściciela uzdrowiska Adama Stadnickiego w latach 1934–1936, gdy wrócił z podróży po europejskich kurortach, w których zapoznawał się z nowoczesnymi technikami leczenia. Autorem projektu był Stanisław Dziewolski ze starej rodziny Dziewolskich, właścicieli sąsiedniego Krościenka nad Dunajcem. Sanatorium posiadało wtedy bardzo nowoczesne wyposażenie: zakupiono doń pierwsze w Polsce komory pneumatyczne (w których leczono pod zwiększonym ciśnieniem), a urządzenia inhalacyjne zostały nabyte w niemieckiej firmie „Inhabad” z Berlina. Meble do pokoi zamówiono w warszawskiej pracowni „Jarnuszkiewicz i spółka” oraz w stolarniach w Nawojowej. Instalacja wodociągowa była wykonana przez firmę z Rabki „Kumer i Torba”.
W głównym hallu sanatorium wmurowano tablicę o treści: „Społeczeństwu szukającemu zdrowia, oddaję ten gmach do użytku, wzniesiony własnym trudem i wysiłkiem. Adam Stadnicki, 1936”.
W czasie okupacji niemieckiej na strychu sanatorium urządzono tajny skład broni i amunicji. W obawie przed utratą majątku sanatorium w związku ze spodziewanym wysadzeniem budynku przez Niemców pod koniec wojny pracownicy ukryli większość jego wyposażenia.
W 1948 roku sanatorium zostało upaństwowione. W 2005 roku zreprywatyzowane i obecnie jest w dyspozycji Przedsiębiorstwa „Uzdrowisko Szczawnica” SA kontrolowanego przez część spadkobierców Adama Stadnickiego.

## Galeria

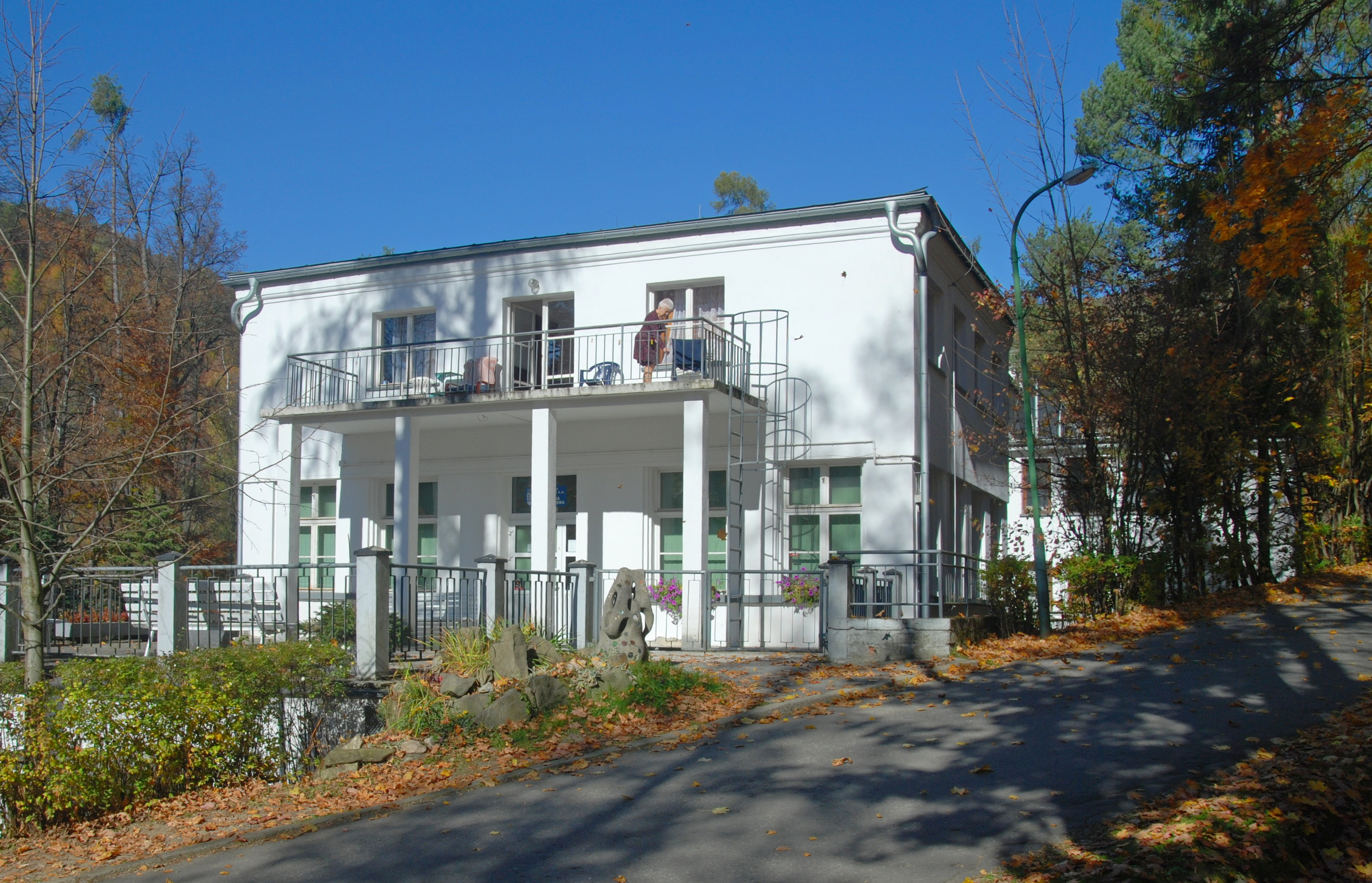
Widok od strony wschodniej
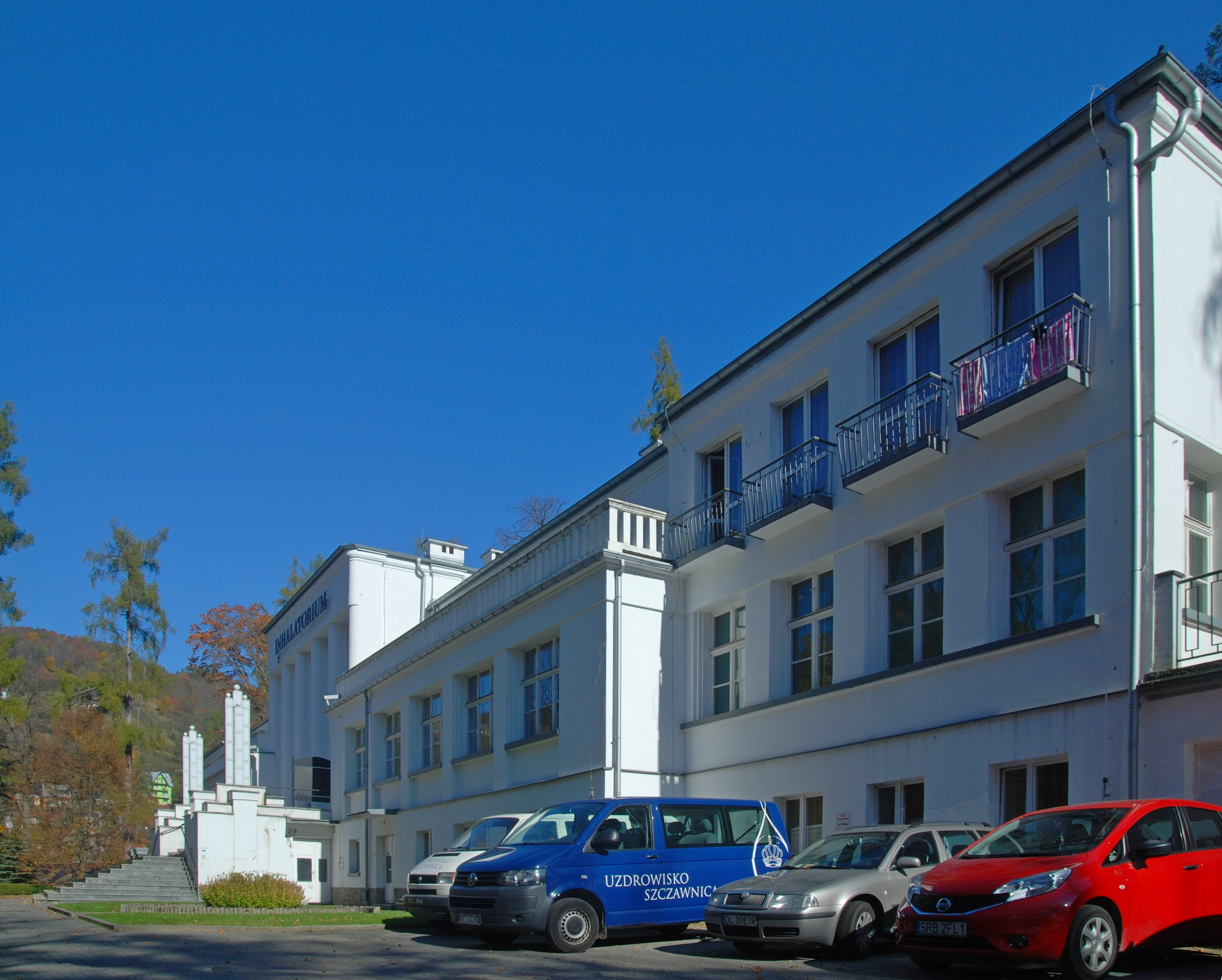
Widok od strony południowej
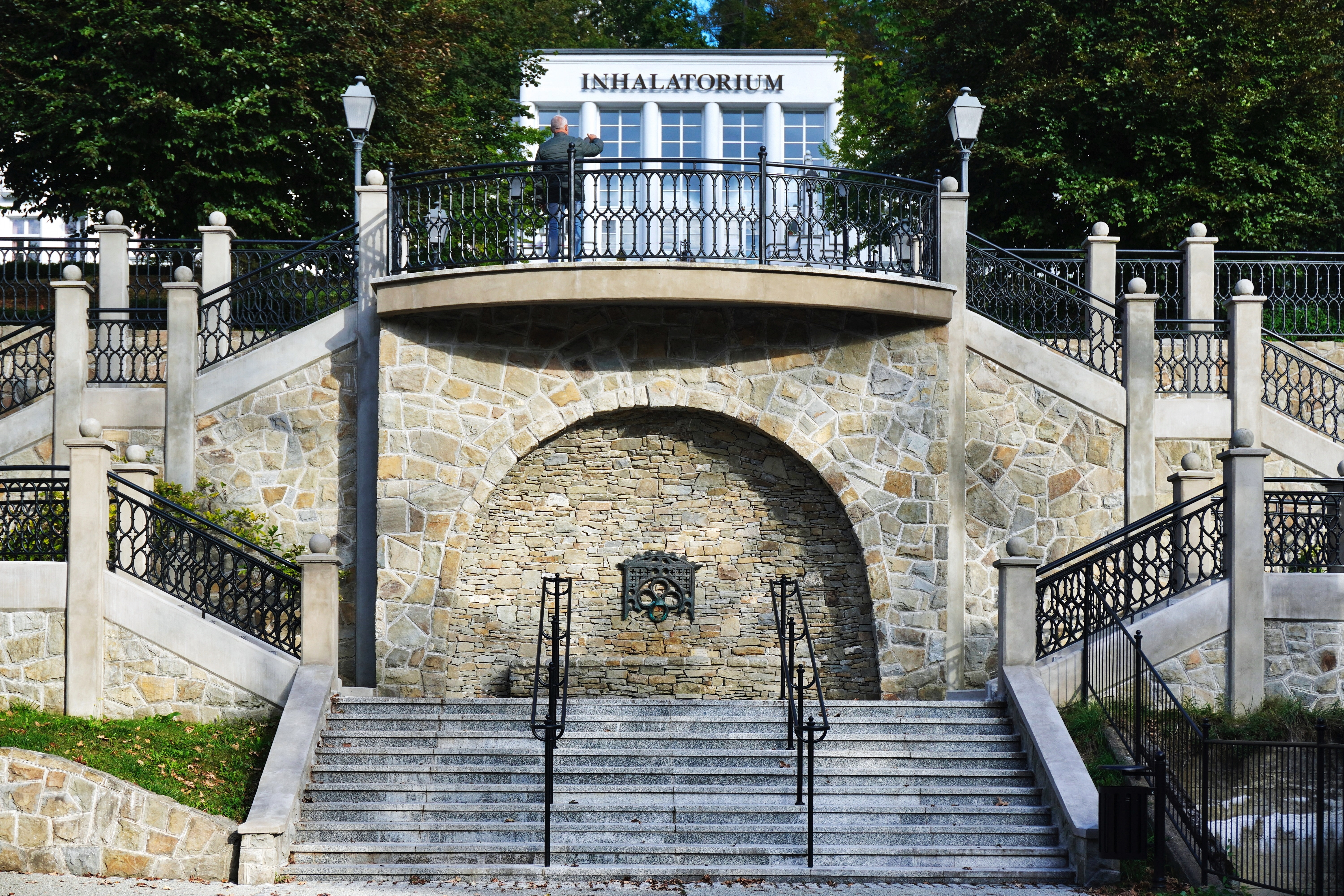
Widok od ul. Zdrojowej
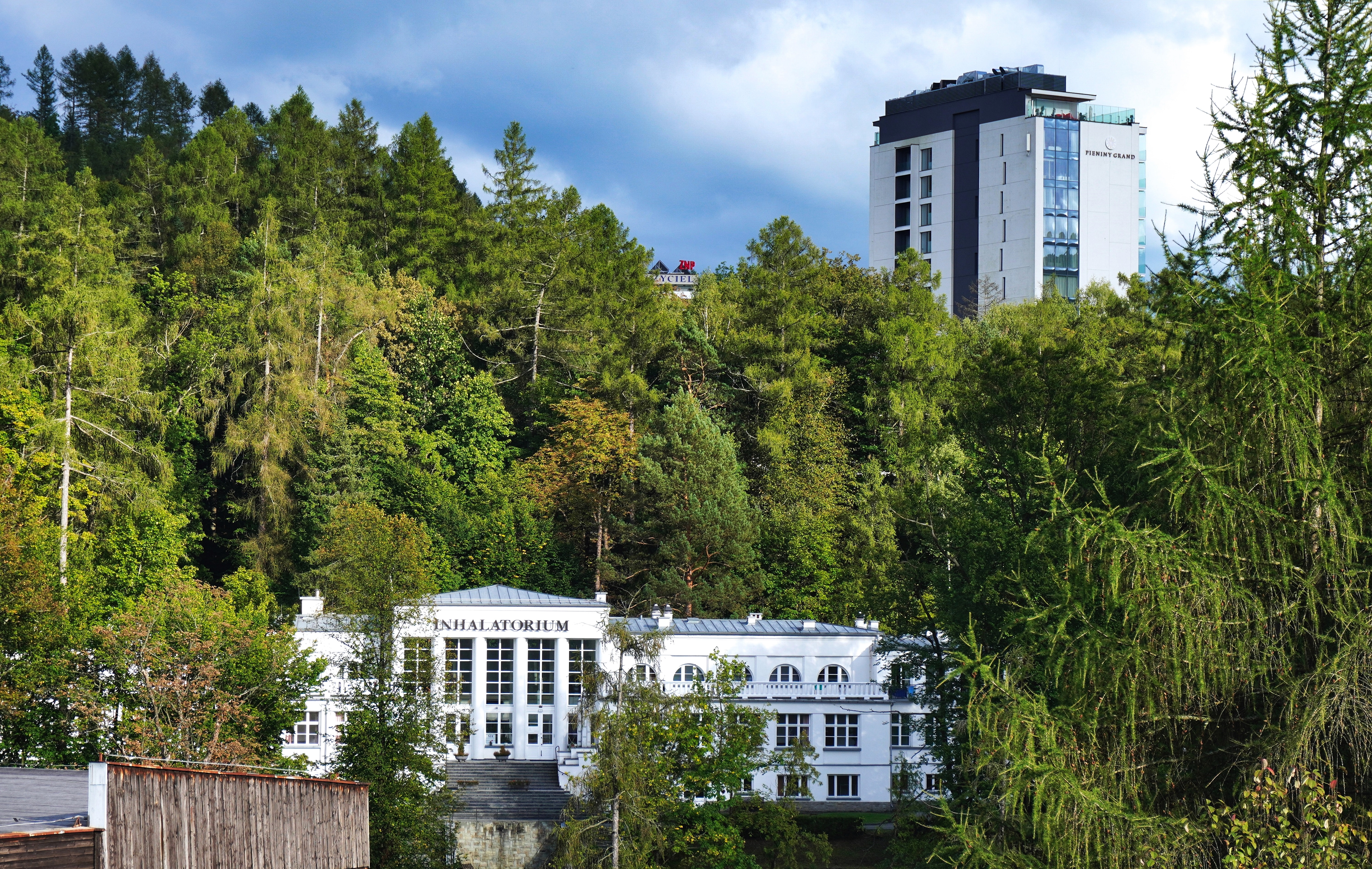
Inhalatorium i hotel Pieniny Grand, widok od zachodu
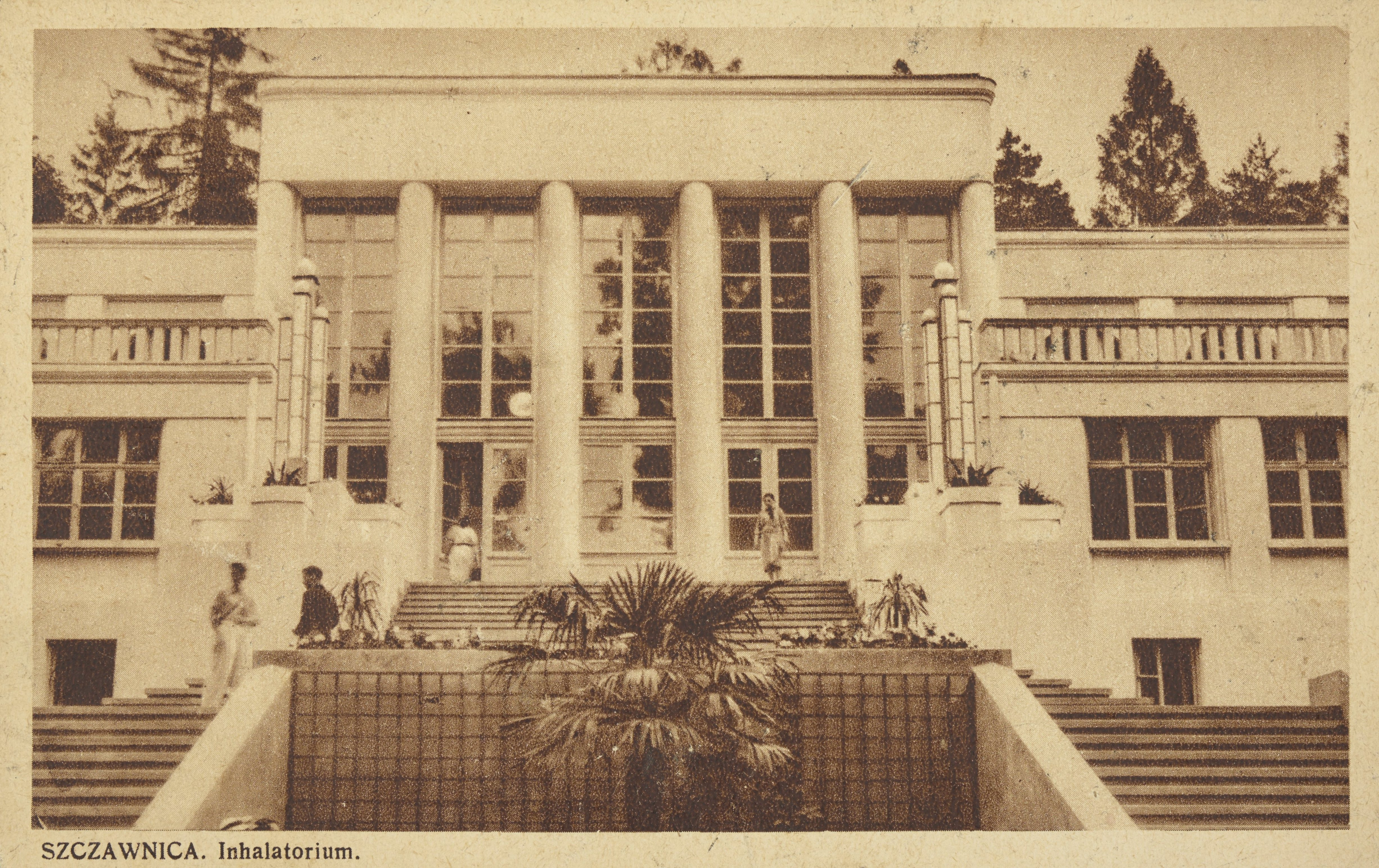
Inhalatorium około 1939